# Adam Rippon
Adam Richard Rippon (Scranton, Pensilvania, 11 de noviembre de 1989) es un patinador estadounidense retirado. Ganó el Campeonato de los Cuatro Continentes 2010 y el Campeonato Nacional de Estados Unidos 2016. Al principio de su carrera, ganó los Campeonatos Mundiales Junior 2008 y 2009, la Final del Grand Prix Junior 2007-08 y el título nacional júnior de 2008. Fue seleccionado para representar a los Estados Unidos en los Juegos Olímpicos de Invierno de 2018 en Pieonchang, Corea del Sur.
En los Juegos Olímpicos de Invierno de 2018, ganó una medalla de bronce como parte del evento del equipo de patinaje artístico, convirtiéndose así en el primer atleta masculino homosexual en ganar una medalla en los Juegos Olímpicos de Invierno. En noviembre de 2018 anunció su retiro del patinaje competitivo.

## Primeros años
Adam Rippon nació el 11 de noviembre de 1989 en Scranton (Pensilvania) como hijo de Kelly y Rick Rippon. Es el mayor de seis hijos, nació con una pérdida auditiva severa, pero se sometió a una cirugía en la Universidad de Yale justo antes de su primer cumpleaños, lo que le permitió escuchar casi perfectamente.

## Carrera

### Carrera temprana

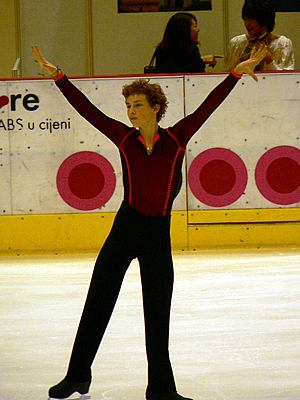
Adam Rippon en la Copa Croacia de 2005

Rippon comenzó a patinar cuando tenía diez años; su madre patinaba y lo llevaba a la pista. Yelena Sergeeva lo entrenó de 2000 a 2007.
En la temporada 2004-05, Rippon ganó la medalla de plata en el nivel de novatos en el Campeonato de EE. UU. de 2005. Después de las Nacionales, recibió una asignación internacional de primavera, Triglav Trophy en Eslovenia 2005, y compitió en la división Júnior, terminando primero y ganando la medalla de oro. En la temporada 2005-06, debutó en el circuito ISU Junior Grand Prix. Compitió en el evento 2005-06 ISU Junior Grand Prix en Croacia y se colocó en sexto lugar. En el Campeonato de EE. UU. de 2006, terminó 11.º en el nivel júnior. En la temporada 2006-07, Rippon no compitió en el circuito de Grand Prix Junior. Se ubicó sexto en el nivel júnior en el Campeonato de Estados Unidos de 2007. Después del evento, dejó Sergeeva y comenzó a trabajar con Nikolai Morozov en febrero de 2007 en el Ice House en Hackensack, Nueva Jersey.

### Temporada 2007–08

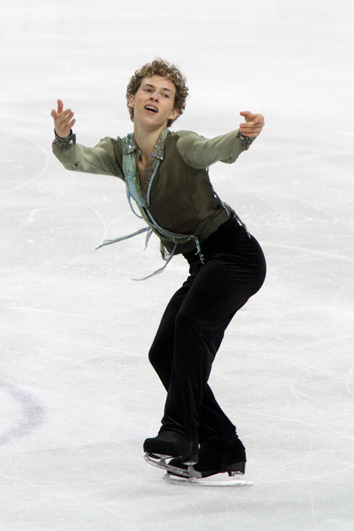
Rippon en el Campeonato Mundial de Patinaje Artístico sobre Hielo de 2010

En la temporada 2007-08, Rippon compitió en el circuito de Grand Prix Junior ISU 2007-08. En su primer evento, la Harghita Cup en Miercurea Ciuc, Rumania, ganó la medalla de oro. Luego ganó la medalla de plata en la Copa de Sofía en Sofía, Bulgaria. Estas dos medallas lo calificaron para la Final ISU Junior Grand Prix. En ese evento, Rippon ganó la medalla de oro y se convirtió en el primer hombre en romper 200 puntos en una competencia de nivel Júnior.
Luego pasó a los Campeonatos de EE. UU. de 2008, donde ganó el título Júnior. La Asociación de Patinadores Profesionales reconoció a Rippon por tener el mejor patín libre masculino en los Campeonatos Nacionales y fue galardonado con el Premio EDI. Ganó un viaje a los 2008 Junior Worlds, donde ganó la medalla de oro después de terminar primero en ambos segmentos.

### Temporada 2008–09
Rippon subió al nivel sénior en la temporada 2008-09. En la temporada del Grand Prix fue asignado para competir en el Skate America de 2008, donde ocupó el octavo lugar y la Copa de Rusia de 2008, donde se ubicó tercero en el programa corto y quinto en la general. A fines de noviembre de 2008, Rippon dejó Morozov. En diciembre de 2008, se mudó a Toronto, Ontario, Canadá, para comenzar a entrenar con Brian Orser en el Cricket, Skating & Curling Club de Toronto. Rippon anunció oficialmente su cambio de entrenador el 2 de enero de 2009.
En el Campeonato de EE. UU. de 2009, su debut nacional de alto nivel, se ubicó en el séptimo lugar. Fue nombrado para el equipo para el Campeonato Mundial Juvenil 2009. En Junior Worlds, en sus dos programas, consiguió un total de tres saltos de 3A, uno en combinación con un 2T. Ganó la competencia, anotó 222.00 puntos y se convirtió en el primer patinador individual en ganar dos títulos World Junior.

### Temporada 2009–10
Rippon se torció el tobillo durante el verano y se perdió un tiempo de entrenamiento. Para la temporada 2009-10, fue asignado a dos eventos Grand Prix. En el Trofeo Éric Bompard 2009, ocupó el tercer lugar en ambos segmentos de la competencia y fue galardonado con la medalla de bronce. En el Trofeo NHK 2009 terminó sexto luego de ubicarse 8.º en el corto y 5.º en el libre.

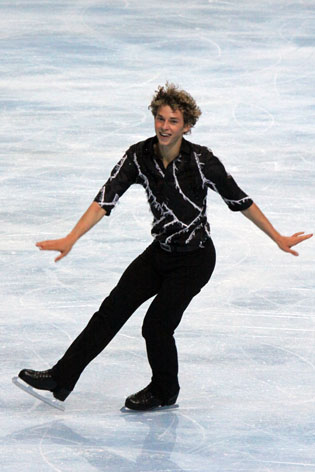
Rippon en el Trofeo Éric Bompard 2009

En el Campeonato de Estados Unidos de 2010, acabó quinto en la general luego de quedar cuarto en ambos segmentos. Él tuvo una caída en su secuencia de pasos en el programa corto. Después del evento, fue nombrado como un segundo suplente para los Juegos Olímpicos de Invierno de 2010 y los Campeonatos Mundiales de 2010, y asignado al Campeonato de los Cuatro Continentes de 2010. En los Cuatro Continentes, se ubicó séptimo en el programa corto y primero en el patinaje libre, ganando la medalla de oro. Fue incluido en el equipo de Estados Unidos en los Mundiales después de que otros patinadores se retiraran; él quedó 7.º en el programa corto, 5.º en el patinaje libre, y 6.º en general.

### Temporada 2010–11
Rippon comenzó su temporada en el Abierto de Japón, donde terminó por delante de Daisuke Takahashi y Evgeni Plushenko. Sus eventos Grand Prix asignados para la temporada 2010-11 ISU Grand Prix fueron el Skate Canada International 2010 y el Skate America de 2010. En Canadá, Rippon tuvo una colisión con Patrick Chan durante la práctica de la mañana antes del programa corto, pero declaró: «Esa fue definitivamente la colisión más emocionante, tal vez no la más peligrosa». Él ganó la medalla de bronce después de colocar tercero en el corto y segundo en el patín libre. En el Skate America de 2010, Rippon obtuvo el tercer lugar en el programa corto, el 7.º en el patinaje libre y el 4.º en general.
En el Campeonato de EE. UU. de 2011, Rippon terminó quinto y fue asignado al Campeonato de Cuatro Continentes 2011, donde tuvo el mismo resultado.
El 16 de junio de 2011, anunció que saldría de Canadá y regresaría a entrenar en los Estados Unidos en el Detroit Skating Club en Bloomfield Hills, Míchigan, hogar de su coreógrafo de DSC, Pasquale Camerlengo, y comenzó a entrenar bajo la dirección de Jason Dungjen.

### Temporada 2011–12
En la temporada 2011-12, Rippon fue asignado a Skate Canada 2011 y Trofeo Éric Bompard 2011 como sus eventos de Grand Prix. Abrió la temporada con un 4.º puesto en Skate Canada. Esta competencia marcó el primer intento de Rippon de incluir un cuádruple salto en su programa gratuito. En Trofeo Éric Bompard, fue cuarto en el programa corto, tercero en el largo, y finalizó cuarto en la general. Rippon ganó la medalla de plata en el Campeonato de Estados Unidos de 2012. Terminó 4.º en los Cuatro Continentes y 13.º en el Mundial.

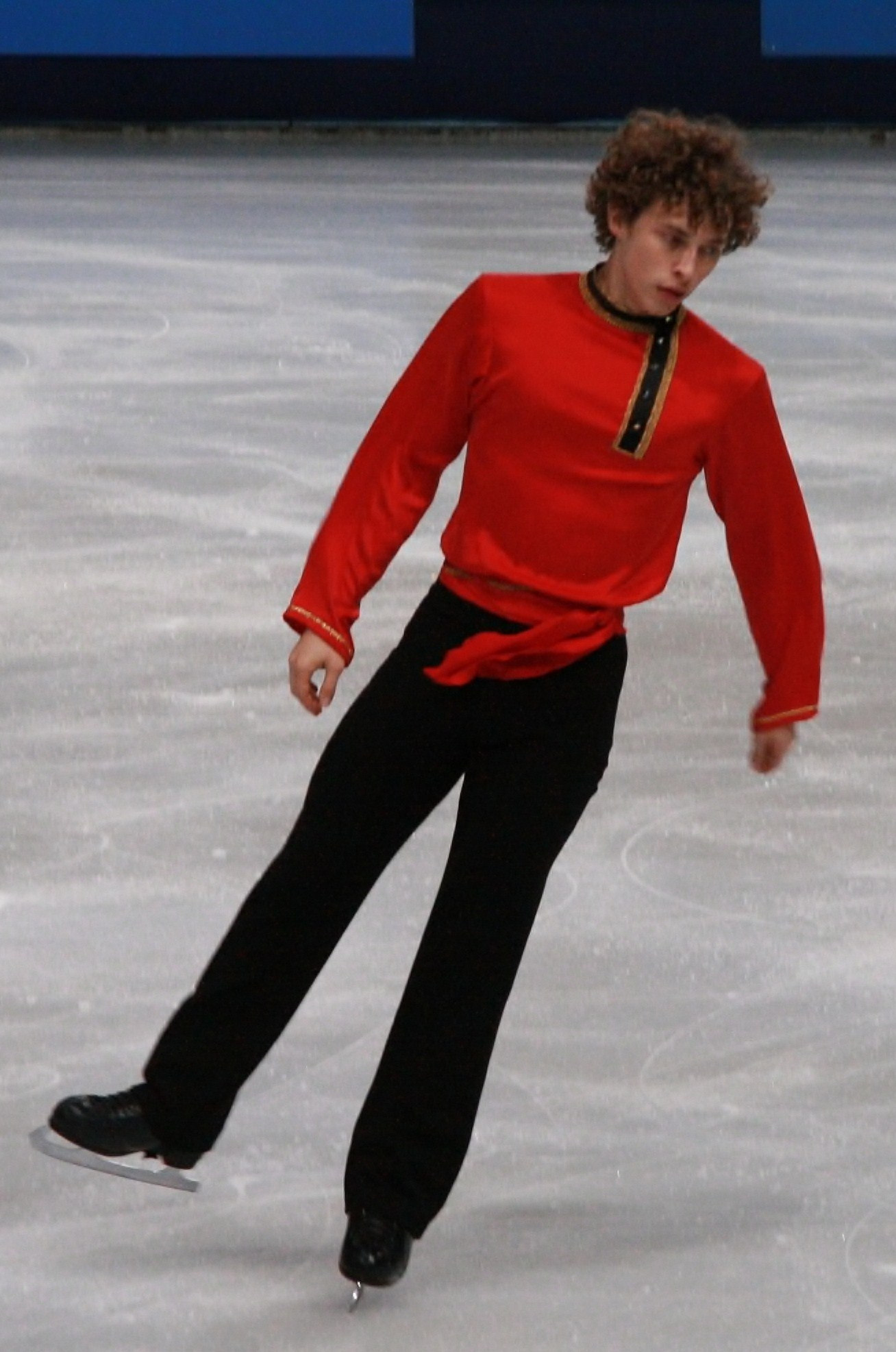
Rippon en el Trofeo Éric Bompard 2011

### Temporada 2012–13
En septiembre de 2012, anunció un cambio de entrenador, por lo que pasó a entrenar con Rafael Arutyunyan en Lake Arrowhead, California. En la Copa de China 2012, Rippon colisionó con el chino Song Nan, que sufrió una conmoción cerebral, por lo que se retiró un minuto antes del calentamiento inicial antes del patinaje libre. Rippon dijo: «Me volví para dar un salto y creo que cuando Nan Song y yo nos vimos ambos intentamos eludirnos, pero fuimos del mismo modo y nos enfrentamos el uno al otro». Rippon finalizó 4.º en el evento y 8.º en el Trofeo NHK 2012. En el Campeonato de EE. UU. de 2013, consiguió tres Axels triples y finalizó 5.º. Fue asignado a los Cuatro Continentes de 2013, pero se retiró después de sufrir una lesión en el tobillo el 2 de febrero de 2013.

### Temporada 2013–14
En octubre de 2013, Rippon compitió en el Skate America de 2013. Incluyó un quad lutz en sus programas cortos y largos. Estableció mejores marcas personales en ambos segmentos, capturando la medalla de plata y terminando como el mejor estadounidense sobre Max Aaron y Jason Brown. En noviembre compitió para el Trofeo NHK y publicó un nuevo mejor personal de ISU en el programa corto 82.25. Conectó un quad-toe-loop en ambos segmentos y terminó cuarto en general.

### Temporada 2014–15
En octubre de 2014, compitió en el Trofeo CS Finlandia 2014 terminando primero en el programa libre y segundo en la general. A finales de octubre, finalizó séptimo en el patinaje libre y 10.º en la general en el Skate Canada International 2014. En noviembre terminó quinto en el Trofeo Éric Bompard 2014 después de colocarse tercero en el patinaje libre. Fue una temporada plagada de problemas de equipamiento. Rippon ajustó su marca y su montura, tomó un nuevo entrenador para trabajar con su equipo y se reunió con consistencia renovada en los Campeonatos de Estados Unidos, aterrizando triples axels sin esfuerzo y una vez más incluyendo un quad lutz en sus programas cortos y largos. Continuó ganando la porción de patinaje libre de la competencia y terminó segundo en general con la medalla de plata. Fue asignado tanto al equipo de los Cuatro Continentes como al equipo del Mundial.

### Temporada 2015–16
Rippon ganó el oro en el Campeonato de los Estados Unidos de 2016. Se ubicó sexto en el Campeonato Mundial de 2016 en Boston con un animado programa de música de los Beatles. La audiencia lo saludó ovacionando de pie.

### Temporada 2016–17
Después de obtener el bronce en el CS CS Classic de 2016, Rippon ganó el bronce en sus dos competiciones de Grand Prix: el Skate America de 2016 y el Trofeo de Francia 2016. Como resultado, clasificó por primera vez a la Final del Grand Prix. Terminaría sexto en el evento en Marsella, Francia.
Durante un calentamiento fuera del hielo el 6 de enero de 2017, sufrió un esguince en el tobillo izquierdo y fracturó el quinto hueso del metatarso en su pie izquierdo, lo que provocó su retirada del Campeonato de los Estados Unidos de 2017.

### Temporada 2017–18
Comenzó su temporada fuerte con una medalla de bronce en el CS Finlandia Trophy 2017, Rippon luego pasó a ganar medallas de plata en sus dos asignaciones de Grand Prix, Trofeo NHK 2017 y Skate America de 2017. Sus colocaciones en estos eventos lo calificaron para su segunda final de Grand Prix. Durante su patinaje libre en Skate America, Rippon cayó sobre su hombro mientras ejecutaba un quad lutz, pero pudo continuar con su actuación sin parar. En el Campeonato de los Estados Unidos de 2018, Rippon se ubicó en el cuarto lugar. El 7 de enero de 2018, fue uno de los tres hombres seleccionados para representar a los Estados Unidos en los Juegos Olímpicos de Invierno de 2018 en Pieonchang, Corea del Sur. En los Juegos Olímpicos de Invierno de 2018, Rippon ganó una medalla de bronce en el evento del equipo de patinaje artístico como parte del equipo de Estados Unidos, lo que lo convirtió en el primer atleta abiertamente gay de los Estados Unidos en ganar una medalla en los Juegos Olímpicos de Invierno.

## Dancing with the Stars
El 13 de abril de 2018, fue anunciado como una de las celebridades que competirían en la temporada 26 de Dancing with the Stars. Estaba emparejado con la bailarina profesional Jenna Johnson. La pareja llegó a la final y ganó la competencia el 21 de mayo de 2018.

## Movimientos característicos
El movimiento característico de Rippon es un 3Lz que ejecuta con ambos brazos sobre su cabeza, coloquialmente apodado «Rippon Lutz». Él es capaz de realizar la combinación de 3Lz-2T-2Lo con una mano sobre su cabeza en los tres saltos (coloquialmente el «'Tano Lutz» después de Brian Boitano, quien inventó el movimiento).

## Vida personal
El 2 de octubre de 2015, Rippon salió públicamente como gay.
En febrero de 2018, Rippon expresó su preocupación por la elección del vicepresidente Mike Pence para encabezar la delegación estadounidense en la ceremonia de inauguración de los Juegos Olímpicos de Invierno de 2018 debido a la historia de apoyo de Pence a la legislación y políticas antihomosexuales.
En marzo de 2018, Rippon apareció en la 90.º ceremonia de entrega de los Premios Óscar con un arnés diseñado por Moschino.

## Programas
| Temporada | Programa corto | Patinaje libre | Exhibición |
| --------- | --- | --- | --- |

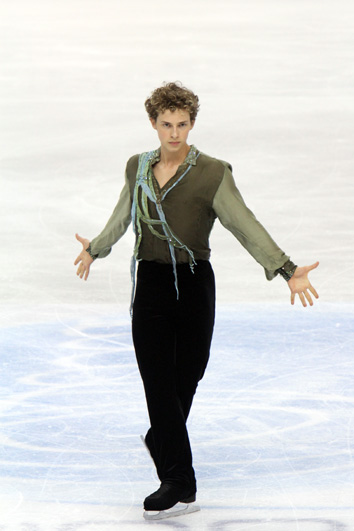
Rippon realiza su programa corto con «Jonathan Livingston Seagull» en el Campeonato Mundial de Patinaje Artístico 2010.

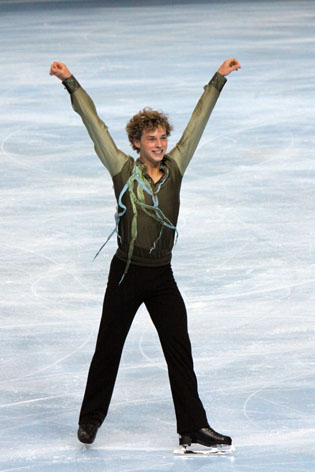
Rippon en el Trofeo Éric Bompard 2009

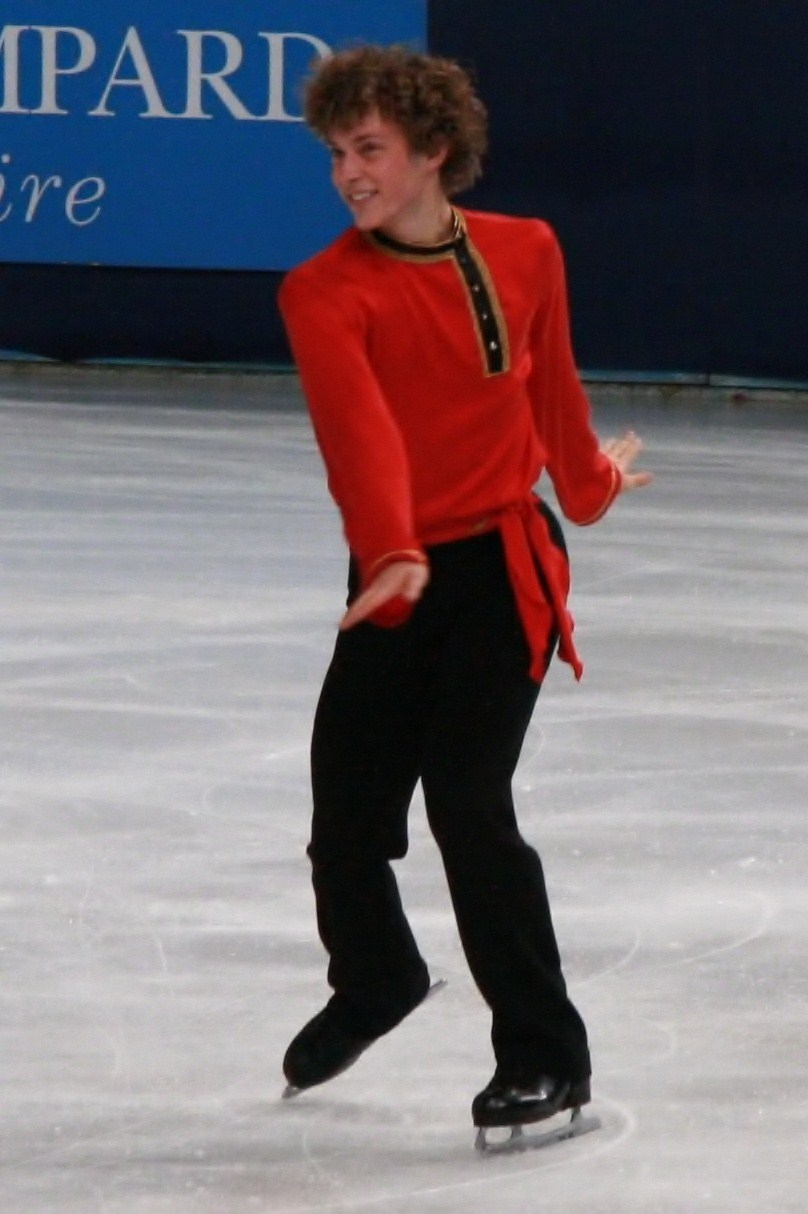
Rippon en el Trofeo Éric Bompard 2011

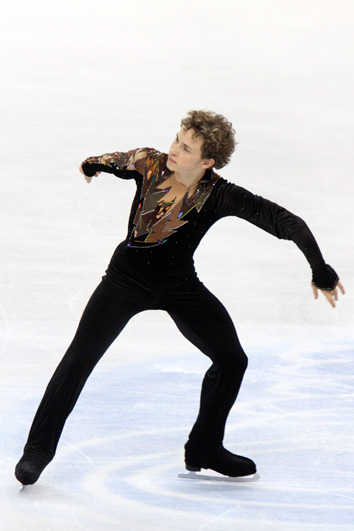
Rippon en el Campeonato Mundial de Patinaje Artístico 2010.

| 2017–2018 | - «Advice of Tomorrow» por Ciuju Nelabai - «Let Me Think About It» (Eddie Thoneick Remix) por Ida Corr, Fedde le Grand coreografía por Jeffrey Buttle - «Diamonds» por Sia Furler, Benjamin Levin, Stargate ejecutado por Adam Rippon coreografía por Benji Schwimmer, Jeffrey Buttle | - «Arrival of the Birds/Exodus» de The Crimson Wing: Mystery of the Flamingos por The Cinematic Orchestra - «O (Fly On)» por Coldplay coreografía por Benji Schwimmer                                                               | - «Let Me Think About It» por Ida Corr, Fedde le Grand coreografía por Jeffrey Buttle - «Remedy» por Adele - «Diamonds» por Sia Furler, Benjamin Levin, Stargate ejecutado por Adam Rippon                                                                  |
| 2016–2017 | - «Let Me Think About It» por Ida Corr, Fedde le Grand coreografía por Jeffrey Buttle | - «Arrival of the Birds/Exodus» de The Crimson Wing: Mystery of the Flamingos por The Cinematic Orchestra - «O (Fly On)» por Coldplay coreografía por Benji Schwimmer - «Bloodstream» por Stateless coreografía por Benji Schwimmer | - «Getaway» por Tritonal cob Angel Taylor - «Diamonds» por Sia Furler, Benjamin Levin, Stargate cover de Josef Salvat - «My Funny Valentine» |
| 2015–2016 | - «Who Wants to Live Forever» por Queen coreografía por Tom Dickson | Popurrí de The Beatles: - «Because (The World is Round)» - «Get Back» - «Blackbird» reemplazó «Yesterday» - «Sgt. Pepper's Lonely Hearts Club Band» coreografía por Jeffrey Buttle                                                  | - Popurrí de The Beatles (selecciones del patinaje libre 15-2016) coreografía por Jeffrey Buttle - «O (Fly On)» por Coldplay coreografía por Benji Schwimmer - «Whole Lotta Love» por Led Zeppelin coreografía por Tom Dickson                              |
| 2014–2015 | - «Nyah» por Hans Zimmer coreografía por Adam Rippon - «Tuxedo Junction» cover por Quincy Jones coreografía por Catarina Lindgren | - «Piano Concerto No. 1» por Franz Liszt coreografía por Tom Dickson | - «All Alone» por Geir Rönning coreografía por Adam Rippon - «After Tonight» por Justin Nozuka coreografía por Adam Rippon |
| 2013–2014 | - Suite de Carmen para cuerdas y tambores por Georges Bizet y Rodion Shchedrin coreografía por Cindy Stuart | - «Prélude à l'après-midi d'un faune» por Claude Debussy coreografía por Tom Dickson | - «A Song for You» por Leon Russell coreografía por Adam Rippon |
| 2012–2013 | - «Nessun dorma» por Giacomo Puccini coreografía por Rafael Arutyunyan | - Los Increíbles - «Life's Incredible Again» - «Saving Metroville» por Michael Giacchino coreografía por Rafael Arutyunyan y Michael Seibert                                                                                        | - «After Tonight» por Justin Nozuka coreografía por Adam Rippon |
| 2011–2012 | - «Korobushko» por Bond coreografía por Shae-Lynn Bourne | - Air - Toccata & Fugue por Johann Sebastian Bach coreografía por Pasquale Camerlengo | - Piano Concerto n.º 2 por Serguéi Rajmáninov coreografía por Adam Rippon |
| 2010–2011 | - Romeo and Juliet por Piotr Ilich Chaikovski coreografía por avid Wilson, Sébastien Britten | - Piano Concerto n.º 2 por Serguéi Rajmáninov coreografía por David Wilson | - «I'm Yours» por Jason Mraz coreografía por David Wilson - «Are You Gonna Be My Girl» por Jet coreografía por David Wilson - Love Theme from Cinema Paradiso por Ennio Morricone ejecutado por Itzhak Perlman coreografía por Molly Oberstar y Adam Rippon |
| 2009–2010 | - «Jonathan Livingston Seagull» por Neil Diamond coreografía por David Wilson | - Concerto for Violin and Orchestra por Samuel Barber coreografía por David Wilson | - «Are You Gonna Be My Girl» por Jet coreografía por David Wilson - «I'm Yours» by Jason Mraz coreografía por David Wilson |
| 2008–2009 | - Toccata and Fugue in D minor por Johann Sebastian Bach coreografía por Nikolai Morozov | - «Send in the Clowns» de A Little Night Music por Stephen Sondheim - I, Pagliacci de Ruggero Leoncavallo coreografía por Nikolai Morozov                                                                                           | - «I'm Yours» by Jason Mraz coreografía por David Wilson - «Desperado» por Westlife coreografía por Olga Orlova, David Wilson - «Make You Feel My Love» por Jon Peter Lewis coreografía por Adam Rippon                                                     |
| 2007–2008 | - Toccata and Fugue in D minor por Johann Sebastian Bach coreografía por Nikolai Morozov | - Moonlight Sonata por Ludwig van Beethoven coreografía por Nikolai Morozov | - I Pagliacci por Ruggero Leoncavallo coreografía por Nikolai Morozov - «I'll Still be Diggin' On James Brown» por Tubes in Town coreografía por Nikolai Morozov                                                                                            |
| 2006–2007 | - Masquerade Waltz por Aram Jachaturián coreografía por Yelena Sergeeva | - El cascanueces por Chaikovski coreografía por Yelena Serguéyeva | - «Because We Believe» por Andrea Bocelli coreografía por Adam Rippon |
| 2005–2006 | - «Just for You» por Giovanni coreografía por Yelena Segeeva | - Croatian Rhapsody - Wonderland por Maksim Mrvica - Whisper from the Mirror por Keiko Matsui coreografía por Yelena Sergeeva | |
| 2004–2005 | - Rondo Capriccioso por Camille Saint-Saëns coreografía por Yelena Sergeeva | - Don Quixote por Ludwig Minkus coreografía por Yelena Sergeeva | |
| 2003–2004 | - Winter (versión moderna) (de Las cuatro estaciones) por Antonio Vivaldi coreografía por Yelena Sergeeva | - Hungarian Rhapsody por Franz Liszt coreografía por Yelena Sergeeva | |
| 2002–2003 | | - Fantaisie Impromptu Op.66 por Frédéric Chopin coreografía por Yelena Sergeeva | |

## Aspectos destacados de competencia

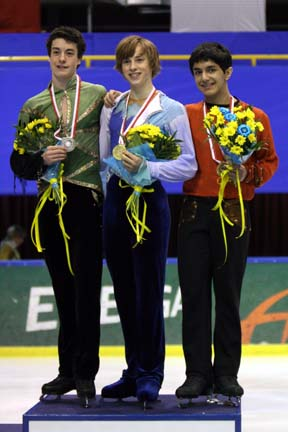
Rippon (centro) en el podio final del Grand Prix Junior 2007-08

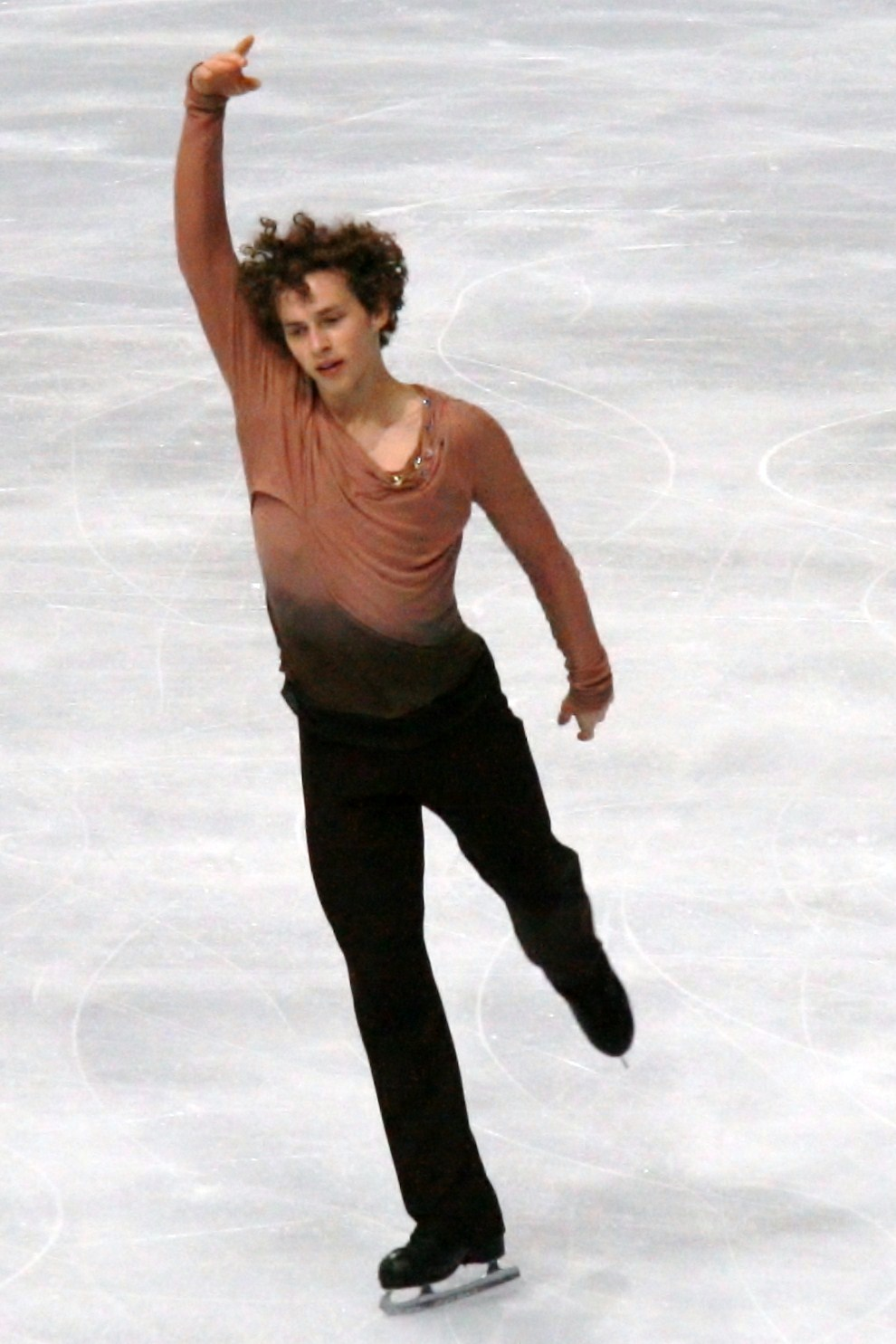
Rippon en el Trofeo Éric Bompard 2009

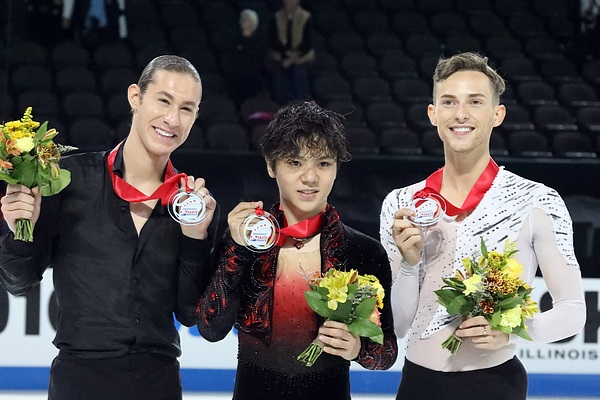
Rippon (derecha) en el podio de Skate America de 2016

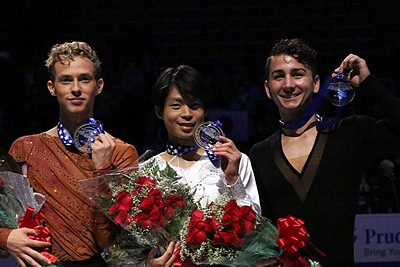
Rippon (izquierda) en el podio de Skate America de 2013

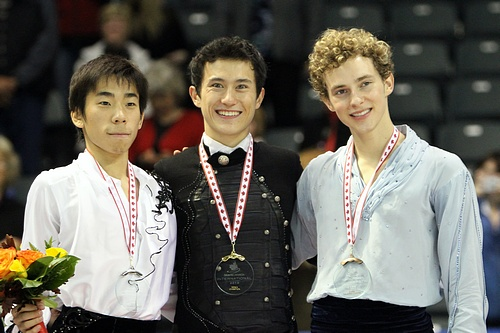
Rippon (derecha) en el podio del Skate Canada International 2010

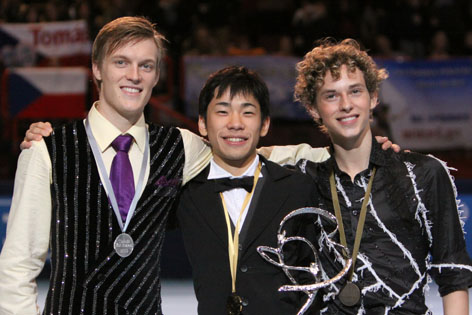
Rippon (derecha) en el podio del Trofeo Éric Bompard 2009

GP: Grand Prix; CS: Challenger Series; JGP: Junior Grand Prix

### 2009–10 hasta el presente
| Internacional | Internacional | Internacional | Internacional | Internacional | Internacional | Internacional | Internacional | Internacional | Internacional |
| Evento | 09–10         | 10–11         | 11–12         | 12–13         | 13–14         | 14–15         | 15–16         | 16–17         | 17–18         |
| --- | ------------- | ------------- | ------------- | ------------- | ------------- | ------------- | ------------- | ------------- | ------------- |
| Olimpiadas |               |               |               |               |               |               |               |               | 10.º          |
| Mundial | 6.º           |               | 13.º          |               |               | 8.º           | 6.º           |               | WD            |
| Cuatro Continentes | 1.º           | 5.º           | 4.º           | WD            | 8.º           | 10.º          |               |               |               |
| GP Final |               |               |               |               |               |               |               | 6.º           | 5.º           |
| GP Copa de China |               |               |               | 4.º           |               |               |               |               |               |
| GP Trofeo NHK | 6.º           |               |               | 8.º           | 4.º           |               |               |               | 2.º           |
| GP Rostelecom |               |               |               |               |               |               | 4.º           |               |               |
| GP Skate America |               | 4.º           |               |               | 2.º           |               |               | 3.º           | 2.º           |
| GP Skate Canada |               | 3.º           | 4.º           |               |               | 10.º          | 4.º           |               |               |
| GP Trofeo | 3.º           |               | 4.º           |               |               | 5.º           |               | 3.º           |               |
| CS Finlandia |               |               |               |               |               | 2.º           | 2.º           |               | 3.º           |
| CS Golden Spin |               |               |               |               |               |               | 2.º           |               |               |
| CS Clásico de EE. UU. |               |               |               |               |               |               |               | 3.º           |               |
| Nacional |               |               |               |               |               |               |               |               |               |
| Campeón de EE. UU. | 5.º           | 5.º           | 2.º           | 5.º           | 8.º           | 2.º           | 1.º           | WD            | 4.º           |
| Eventos de equipo |               |               |               |               |               |               |               |               |               |
| Olimpiadas |               |               |               |               |               |               |               |               | 3.º T 3.º P   |
| Copa de Reto de Equipo |               |               |               |               |               |               | 1.º T 3.º P   |               |               |
| Abierto de Japón |               | 2.º T 1.º P   |               |               |               |               |               | 3.º T 5.º P   |               |
| Trofeo Mundial por equipos |               |               | 2.º T 7.º P   |               |               |               |               |               |               |
| TBD = Asignado; WD = Retirado T = Resultado de equipo; P = Resultado personal. Medallas otorgadas solo por el resultado de equipo. |               |               |               |               |               |               |               |               |               |

### 2002–03 al 2008–09
| Internacional                                                             | Internacional | Internacional | Internacional | Internacional | Internacional | Internacional | Internacional |
| Event                                                                     | 02–03         | 03–04         | 04–05         | 05–06         | 06–07         | 07–08         | 08–09         |
| ------------------------------------------------------------------------- | ------------- | ------------- | ------------- | ------------- | ------------- | ------------- | ------------- |
| GP Rostelecom                                                             |               |               |               |               |               |               | 5.º           |
| GP Skate America                                                          |               |               |               |               |               |               | 8.º           |
| Internacional: Junior                                                     |               |               |               |               |               |               |               |
| Mundial Junior Worlds                                                     |               |               |               |               |               | 1.º           | 1.º           |
| JGP Final                                                                 |               |               |               |               |               | 1.º           |               |
| JGP Bulgaria                                                              |               |               |               |               |               | 2.º           |               |
| JGP Croacia                                                               |               |               |               | 6.º           |               |               |               |
| JGP Romania                                                               |               |               |               |               |               | 1.º           |               |
| Trofeo Triglav                                                            |               |               | 1.º J         |               |               |               |               |
| Nacional                                                                  |               |               |               |               |               |               |               |
| Campeón de EE. UU.                                                        |               |               | 2.º N         | 11.º J        | 6.º J         | 1.º J         | 7.º           |
| Campeón Junior de EE. UU.                                                 | 7.º V         | 6.º I         |               |               |               |               |               |
| Secta del Este                                                            |               |               | 1.º N         | 3.º J         | 1.º J         |               |               |
| Atlántico Sur                                                             | 4.º V         | 4.º I         | 4.º N         | 1.º J         | 1.º J         |               |               |
| WD = Retirado Levels: V = Juvenil; I = Intermedio; N = Novato; J = Junior |               |               |               |               |               |               |               |

## Resultados detallados

### 2009–10 hasta el presente

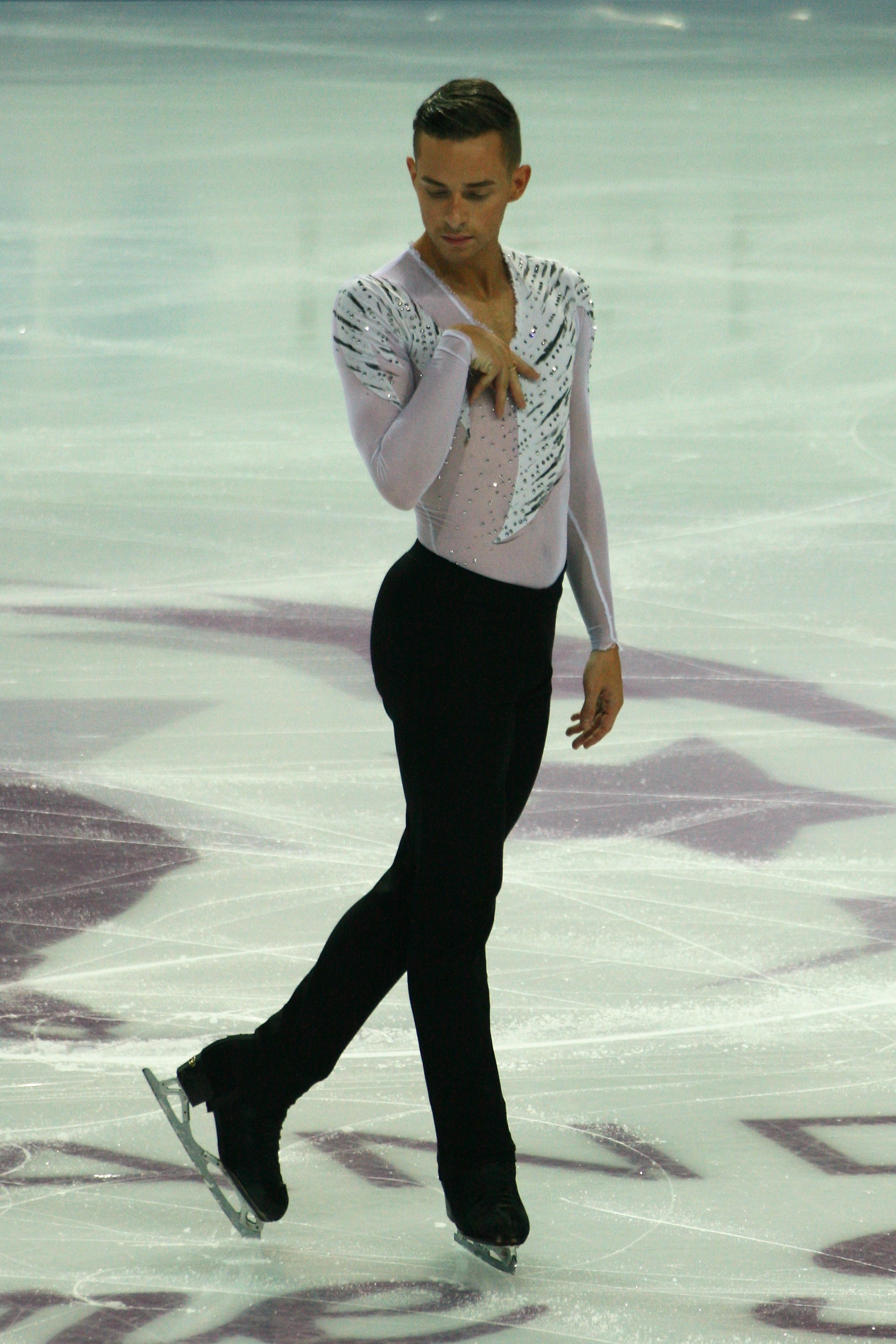
Rippon en la Final de Gran Prix 2016-17

En los eventos del equipo, las medallas se otorgan solo por los resultados del equipo. Mejores marcas personales de ISU resaltadas en negrita.
| Temporada 2017–18                      | Temporada 2017–18                            | Temporada 2017–18 | Temporada 2017–18 | Temporada 2017–18 |
| Fecha                                  | Evento                                       | PC                | PL                | Total             |
| -------------------------------------- | -------------------------------------------- | ----------------- | ----------------- | ----------------- |
| 16-17 de febrero de 2018               | Juegos Olímpicos de Invierno 2018            | 7 87.95           | 10 171.41         | 10 259.36         |
| 9-12 de febrero de 2018                | Juegos Olímpicos de Invierno 2018 (Equipos)  | –                 | 3 172.98          | 3                 |
| 29 de diciembre - 8 de enero de 2018   | Campeonato de Estados Unidos 2018            | 2 96.52           | 4 171.82          | 4 268.34          |
| 7-10 de diciembre de 2017              | Final de Grand Prix 2017–18                  | 6 86.19           | 5 168.14          | 5 254.33          |
| 24-26 de noviembre de 2017             | Skate America de 2017                        | 2 89.04           | 1 177.41          | 2 266.45          |
| 10-12 de noviembre de 2017             | Trofeo NHK 2017                              | 4 84.95           | 2 177.04          | 2 261.99          |
| 6-8 de octubre de 2017                 | Trofeo CS Finlandia 2017                     | 3 83.69           | 2 166.19          | 3 249.88          |
| Temporada 2016–17                      |                                              |                   |                   |                   |
| Fecha                                  | Evento                                       | PC                | PL                | Total             |
| 8-11 de diciembre de 2016              | Final del Grand Prix 2016-2017               | 6 83.93           | 6 149.17          | 6 233.10          |
| 11 al 13 de noviembre de 2016          | Trofeo de Francia 2016                       | 4 85.25           | 2 182.28          | 3 267.53          |
| 21-23 de octubre de 2016               | Skate America de 2016                        | 2 87.32           | 3 174.11          | 3 261.43          |
| 14-18 de septiembre de 2016            | Clásico CS de Estados Unidos 2016            | 1 87.86           | 3 160.38          | 3 248.24          |
| Temporada 2015–16                      |                                              |                   |                   |                   |
| Fecha                                  | Evento                                       | PC                | PL                | Total             |
| 28 de marzo - 3 de abril de 2016       | Campeonato Mundial 2016                      | 7 85.72           | 4 178.72          | 6 264.44          |
| 16-24 de enero de 2016                 | Campeonato de los Estados Unidos 2016        | 3 88.01           | 1 182.74          | 1 270.75          |
| 3-5 de diciembre de 2015               | Giro dorado de Zagreb CS de 2015             | 3 72.23           | 2 165.64          | 2 237.87          |
| 20-22 de noviembre de 2015             | Copa Rostelecom 2015                         | 6 78.77           | 2 169.86          | 4 248.63          |
| 30 de octubre - 1 de noviembre de 2015 | Skate Canada 2015                            | 3 80.36           | 5 159.33          | 4 239.69          |
| 9-11 de octubre de 2015                | Trofeo Finlandia CS 2015                     | 3 69.29           | 1 154.89          | 2 224.18          |
| Temporada 2014–15                      |                                              |                   |                   |                   |
| Fecha                                  | Evento                                       | PC                | PL                | Total             |
| 23-29 de marzo de 2015                 | Campeonato Mundial de 2015                   | 11 75.14          | 8 154.57          | 8 229.71          |
| 9-15 de febrero de 2015                | Campeonato de los Cuatro Continentes de 2015 | 12 68.37          | 10 143.93         | 10 212.30         |
| 17-25 de enero de 2015                 | Campeonatos de Estados Unidos de 2015        | 5 84.71           | 1 187.77          | 2 272.48          |
| 21-23 de noviembre de 2014             | Trofeo Éric Bompard 2014                     | 7 76.98           | 3 148.44          | 5 225.42          |
| 31 de octubre - 2 de noviembre de 2014 | Skate Canada 2014                            | 11 62.83          | 7 139.09          | 10 201.92         |
| 9-12 de octubre de 2014                | Trofeo Finlandia CS 2014                     | 3 68.53           | 1 152.22          | 2 220.75          |
| Temporada 2013–14                      |                                              |                   |                   |                   |
| Fecha                                  | Evento                                       | PC                | PL                | Total             |
| 20-26 de enero de 2014                 | Campeonato de los Cuatro Continentes de 2014 | 8 72.90           | 8 140.30          | 8 213.20          |
| 5-12 de enero de 2014                  | Campeonatos de Estados Unidos 2014           | 6 77.58           | 7 144.61          | 8 222.19          |
| 8-10 de noviembre de 2013              | Trofeo NHK 2013                              | 4 82.25           | 4 151.46          | 4 233.71          |
| 18-20 de octubre de 2013               | Skate America de 2013                        | 3 80.26           | 3 160.98          | 2 241.24          |
| Temporada 2012–13                      |                                              |                   |                   |                   |
| Fecha                                  | Evento                                       | PC                | PL                | Total             |
| 17-29 de enero de 2013                 | Campeonato de Estados Unidos 2013            | 6 76.65           | 6 153.22          | 5 229.87          |
| 23-25 de noviembre de 2012             | Trofeo NHK 2012                              | 8 67.89           | 8 142.58          | 8 210.47          |
| 2-4 de noviembre de 2012               | Copa de China 2012                           | 4 71.81           | 4 133.67          | 4 205.48          |
| Temporada 2011–12                      |                                              |                   |                   |                   |
| Fecha                                  | Evento                                       | PC                | PL                | Total             |
| 19-22 de abril de 2012                 | Trofeo Mundial por equipos de 2012           | 7 74.93           | 6 147.80          | 2T/7P 222.73      |
| 26 de marzo al 1 de abril de 2012      | Campeonato Mundial de 2012                   | 10 73.55          | 16 143.08         | 13 216.63         |
| 7 al 12 de febrero de 2012             | Campeonato de los Cuatro Continentes de 2012 | 7 74.92           | 3 146.63          | 4 221.55          |
| 22-29 de enero de 2012                 | Campeonato de Estados Unidos de 2012         | 2 82.94           | 2 157.93          | 2 240.87          |
| 18-20 de noviembre de 2011             | Trofeo Éric Bompard 2011                     | 4 72.96           | 3 144.93          | 4 217.89          |
| 27-30 de octubre de 2011               | Skate Canada 2011                            | 4 72.89           | 4 145.08          | 4 217.97          |
| Temporada 2010–11                      |                                              |                   |                   |                   |
| Fecha                                  | Evento                                       | PC                | PL                | Total             |
| 15-20 de febrero de 2011               | Campeonato de los Cuatro Continentes de 2011 | 4 72.71           | 5 137.30          | 5 210.01          |
| 22 al 30 de enero de 2011              | Campeonato de Estados Unidos de 2011         | 9 66.26           | 3 153.78          | 5 220.04          |
| 11 al 14 de noviembre de 2010          | Skate America de 2010                        | 3 73.94           | 7 129.18          | 4 203.12          |
| 28-31 de octubre de 2010               | Skate Canada 2010                            | 3 77.53           | 2 155.51          | 3 233.04          |
| 2 de octubre de 2010                   | Abierto de Japón (individual)                | –                 | 1 166.63          | –                 |
| Temporada 2009–10                      |                                              |                   |                   |                   |
| Fecha                                  | Evento                                       | PC                | PL                | Total             |
| 22-28 de marzo de 2010                 | Campeonato Mundial de 2010                   | 7 80.11           | 5 151.36          | 6 231.47          |
| 25-31 de enero de 2010                 | Campeonato de los Cuatro Continentes de 2010 | 7 69.56           | 1 156.22          | 1 225.78          |
| 14-24 de enero de 2010                 | Campeonato de Estados Unidos de 2010         | 4 72.91           | 4 152.16          | 5 225.07          |
| 5-8 de noviembre de 2009               | Trofeo NHK 2009                              | 8 67.15           | 5 130.46          | 6 197.61          |
| 15-18 de octubre de 2009               | Trofeo Éric Bompard 2009                     | 3 75.82           | 3 144.14          | 3 219.96          |

### 2004–05 al 2008–09 (Júnior)
| Temporada 2008–09                  | Temporada 2008–09                     | Temporada 2008–09 | Temporada 2008–09 | Temporada 2008–09 | Temporada 2008–09 |
| Fecha                              | Evento                                | Nivel             | PC                | PL                | Total             |
| ---------------------------------- | ------------------------------------- | ----------------- | ----------------- | ----------------- | ----------------- |
| 23 de febrero - 1 de marzo de 2009 | Campeonato Mundial Júnior 2009        | Júnior            | 1 74.30           | 1 147.70          | 1 222.00          |
| 18 al 25 de enero de 2009          | Campeonato de Estados Unidos de 2009  | Sénior            | 12 62.22          | 6 131.54          | 7 193.76          |
| 21-23 de noviembre de 2008         | Copa de Rusia de 2008                 | Sénior            | 3 71.62           | 5 136.31          | 5 207.93          |
| 23-26 de octubre de 2008           | Skate America de 2008                 | Sénior            | 8 59.60           | 7 115.22          | 8 174.82          |
| Temporada 2007–08                  |                                       |                   |                   |                   |                   |
| Fecha                              | Evento                                | Nivel             | PC                | PL                | Total             |
| 25 de febrero - 2 de marzo de 2008 | Campeonato Mundial Júnior 2008        | Júnior            | 1 69.35           | 1 130.55          | 1 199.90          |
| 20-27 de enero de 2008             | Campeonatos de Estados Unidos de 2008 | Júnior            | 1 71.33           | 1 142.43          | 1 213.76          |
| 6 al 9 de diciembre de 2007        | Final del Grand Prix Junior 2007-08   | Júnior            | 1 68.43           | 1 134.77          | 1 203.20          |
| 3-6 de octubre de 2007             | Junior Grand Prix, Bulgaria 2007      | Júnior            | 1 64.41           | 2 123.26          | 2 187.67          |
| 6-9 de septiembre de 2007          | Junior Grand Prix, Romania 2007       | Júnior            | 1 64.61           | 1 121.33          | 1 185.94          |
| Temporada 2006–07                  |                                       |                   |                   |                   |                   |
| Fecha                              | Evento                                | Nivel             | PC                | PL                | Total             |
| 21-28 de enero de 2007             | Campeonato de Estados Unidos de 2007  | Júnior            | 7 52.82           | 7 105.68          | 6 158.50          |
| 16-18 de noviembre de 2006         | Seccionales Orientales de 2007        | Júnior            | 1 60.81           | 1 116.88          | 1 177.69          |
| 16-21 de octubre de 2006           | Regionales del Atlántico Sur de 2007  | Júnior            | 1 50.85           | 1 88.59           | 139.44            |
| Temporada 2005–06                  |                                       |                   |                   |                   |                   |
| Fecha                              | Evento                                | Nivel             | PC                | PL                | Total             |
| 7-15 de enero de 2006              | Campeonato de Estados Unidos 2006     | Júnior            | 8 49.54           | 12 84.65          | 11 134.19         |
| 6-9 de octubre de 2005             | Junior Grand Prix, Croatia de 2005    | Júnior            | 6 48.85           | 5 97.72           | 6 146.57          |
| 16-19 de noviembre de 2005         | Seccionales Orientales de 2006        | Júnior            | 3 52.39           | 2 98.89           | 3 151.28          |
| 26-29 de octubre de 2005           | Regionales del Atlántico Sur de 2006  | Júnior            | 1                 | 1                 | 1                 |
| Temporada 2004–05                  |                                       |                   |                   |                   |                   |
| Fecha                              | Evento                                | Nivel             | PC                | PL                | Total             |
| 13-17 de abril de 2005             | Trofeo Triglav 2005                   | Júnior            | 4                 | 1                 | 1                 |
| 9-16 de enero de 2005              | Campeonato de Estados Unidos de 2005  | Novato            | 1                 | 2                 | 2                 |
| 18-20 de noviembre de 2004         | Seccionales Orientales de 2005        | Novato            | 1                 | 1                 | 1                 |
| 5-9 de octubre de 2004             | Regionales del Atlántico Sur de 2005  | Novato            | 2                 | 4                 | 4                 |

- PC = Programa corto; PL = Patinaje libre